# Lars Olof Loeld
Lars Olof Sigurd Loeld, född 7 januari 1930 i Vintrosa i Örebro kommun, Närke, död 12 oktober 2023 i Strängnäs, Södermanlands län, var en svensk målare, grafiker och skulptör, sedan 1960 bosatt i Strängnäs. 
Han är känd för sina strama och avskalade målningar och skulpturer med bakgrund i mystik och alkemi. Loeld studerade måleri på Kungliga konsthögskolan i Stockholm och grafik på Kunstakademiet i Köpenhamn. Stipendier möjliggjorde arbete i Paris 1977–1979 och kulturutbyte med öststaterna. Han arbetade också som professor vid Konsthögskolan i Stockholm. 2009 beviljades han statlig inkomstgaranti, "konstnärslön".
Loelds målningar har ofta bakgrund i andlighet, talmystik och alkemi. De är skenbart mycket enkla. Linjer och andra geometriska former ska få betraktaren att reflektera och kontemplera och se nya samband. En inspirationskälla är den japanska estetiken. När Loeld målar en solnedgång över havet (ett vanligt motiv) är det inte alls uppenbart för betraktaren vad bilden föreställer. Några linjer, några färger – rosa, ultramarin och grått – ska väcka känslor av stillhet och koncentration. ”En målning är egentligen tre led. Den är en bild av ett minne av en solnedgång, och det ser inte ut. Det känns.”
Lars Olof Loeld deltog i många utställningar, separat eller med andra konstnärer, både i Sverige och i utlandet. I Sverige har hans verk visats bland annat på Waldemarsudde, Thielska galleriet, Lunds konsthall och i Wanås slottspark. Han ställde även ut i Paris, Kiel och på Venedigbiennalen. Hans separatutställningar är mycket genomarbetade. Målningar, skulpturer och andra objekt ska samverka med varandra till en helhet. Han publicerade även ett antal små böcker med målningar och korta aforistiska texter, se vidare Libris.
Loeld finns representerad bland annat på Eskilstuna konstmuseum, Göteborgs konstmuseum, Moderna museet, Nationalmuseum, Norrköpings konstmuseum och på Strängnäs museum.
| ”               | … en konstnär som ägnat en mansålder åt att finna den perfekta placeringen av en linje på en duk | „ |
| – Catarina Nitz |                                                                                                  |   |